# Puno
Puno é uma cidade do sul do Peru, capital do departamento de Puno e da província de Puno. Conforme dados do Departamento de Estatísticas do Peru, sua população em 2015 era de 140 839 habitantes.